# Инцест-порнография
Инцест-порнография — жанр порнографии, включающий изображение инцеста (сексуальной активности между родственниками). Может сниматься с участием настоящих родственников, но основной и самый распространённый вид жанра — fauxcest, в котором похожие друг на друга внешне актёры играют родственников. Жанр включает актёров с различными уровнями родства, включая двоюродных братьев и сестёр, тётушек, дядей, родителей, детей, племянниц и племянников.

## История и правовой статус

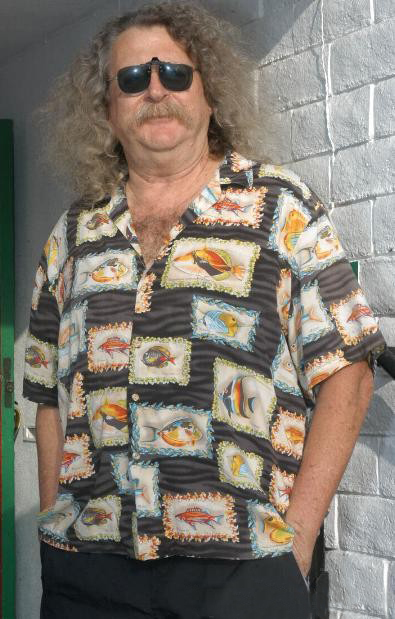
Интервью Билла Маргольда о том, что он не против сняться с дочерью, вызвало скандал

Вероятно, самым известным примером жанра является серия фильмов «Табу» (Taboo) 1980-х годов. Первый фильм в этой серии, в котором снялась Кей Паркер, вышел в 1980 году. Он породил многочисленные сиквелы, некоторые из которых получили награды различных отраслевых церемоний.
В интернете немалое количество инцест-порнографии, в результате чего некоторые утверждают, что это может легитимизировать или стимулировать инцест в реальной жизни. Джеффри Массон (Jeffrey Masson) даже утверждал, что инцест-порно является «самым центром порнографии — его прототипической формой».

## Порно с близнецами
Возвращаясь хотя бы к близнецам Кристи 1970-х годов, изображения инцеста, и особенно инцеста между близнецами, были характерной чертой гей-порнографии. Хотя близнецы Кристи, возможно, не состояли в родстве, но они были похожи друг на друга; некоторые близнецы снимались вместе в сценах без существенного контакта между ними, некоторые настоящие близнецы совершали сексуальные действия друг с другом. Это незаконно во многих юрисдикциях. Например, в Австралии таким сценам присваивается рейтинг RC (Отказ в Классификации).
В 1999 году Уильям Хиггинс выпустил фильм Double Czech, содержащий реальный секс между близнецами Барток, а также сиквел 2009 года между близнецами Рихтер, хотя братья Барток были описаны как «выглядящие совершенно униженными» в своей сцене. Другая пара чешских близнецов, Илия и Майло Питерсы (Elijah и Milo Peters), работают вместе без презервативов, снимаясь в сценах орального и анального секса для студии Bel Ami. По состоянию на 2010 г., кроме порнокарьеры, они были зарегистрированы как моногамные сожители и хотели продолжать работать вместе ещё 50 лет. Некоторые сцены с близнецами Питерс нужно было монтировать повторно, чтобы получить одобрение цензоров классификации фильмов для распространения на рынках, в том числе в Великобритании и США.

## Fauxcest
Термин fauxcest описывает порнографическое или эротическое изображение инцеста актёрами, которые лишь играют роль родственников, но в реальности не имеют биологического родства. Псевдоинцест и fauxcest иногда классифицируются как smut. Слово fauxcest является языковой контаминацией от faux («искусственный») и incest («инцест»). Иногда записывается как faux-incest, иногда используется равнозначно с термином «семейная ролевая игра» или fictional incest («фиктивный инцест»), и, помимо женщин, основные потребители — пары и миллениалы. По словам одного порнорежиссёра, часть привлекательности жанра fauxcest является желание потребителей порно просматривать табу и противоречивый контент. По состоянию на 2016 год, жанр вырос в популярности со скоростью 1000 % с 2011 года и 178 % с 2014 года; некоторые профессионалы отрасли объясняют скачок тем, что женщины-потребители порно в основном ищут контент, который сопровождается сюжетом. Варианты симулированного родства включают братьев и сестёр, мать-сын, отец-дочь и др.
Одна из причин тенденции к псевдоинцесту по сравнению с реальным кровосмешением в художественной литературе — непристойный характер последнего, поскольку некоторые издатели откажутся публиковать такие материалы.
На GameLink одна из десяти покупок относится к теме псевдоинцеста, и один социолог заявил, что тема стала более популярной, о чём свидетельствует её изображение в фэнтези-романах и телесериалах, таких как «Игра престолов». Художественные книги с псевдо-инцестом начали набирать популярность в 2011 году. Однако некоторые самиздат-компании приветствуют материалы на тему псевдоинцеста.